# Air Force Amy
Air Force Amy, nombre artístico de Donice Armstrong (Cleveland, Ohio; 5 de agosto de 1970) es una actriz pornográfica y modelo erótica estadounidense, residente en el estado de Nevada donde trabaja como escort, (lugar donde es legal este oficio), considerado una de los principales ganadoras de dinero en los negocios de burdeles de Nevada, y conocida como la estrella de la serie de documentales de la televisión Cathouse, serie de HBO. La MSNBC la califica como "una leyenda viviente en el mundo del sexo".

## Primeros años
Ella nació y se crio en un suburbio de Cleveland, Ohio, y asistió a escuelas privadas parroquiales con su cuatro hermanos y hermanas. Ella se inscribió en las clases acrobacia, claqué, jazz, gimnasia, batuta, el ballet, líder de animadoras, 4H, y Toastmasters, y fue voluntaria en un hogar de ancianos y discapacitados.
Es una destacada ecuestre. Se destacó como una amazona, ganadora del Estado de Ohio Pony Hunter Jumper Champ y muchos títulos de campeona en torneos de equitación.

## Escort
Tres meses antes de dejar la Fuerza Aérea, Amy aplicó para trabajar en el burdel Chicken Ranch en Nevada, y ha trabajado continuamente como prostituta desde entonces en diferentes burdeles. Como es una prostituta legalizada del Estado de Nevada, es una contratista independiente la mitad lo gana ella y la otra mitad el burdel.

## 2000
Alrededor del año 2000, Amy comenzó a expandirse en su carrera profesional del sexo por aparecer en revistas pornográficas, y una película pornográfica lesbiana Ho'Down en el Bunnyranch (2000), dirigida por Ron Jeremy.
Amy repetidamente apareció en los documentales de HBO, Cathouse (2002), (2003 Cathouse 2), y Cathouse: The Series (2005), sobre el Moonlite Bunny Ranch. Ella fue miembro del equipo destacado en la mayoría de los episodios, y se le llamó a "the all-time top earner" y "la ama del juego".
"She's Got Game" episodio (temporada 1, episodio 5, en primer lugar emitido 14 de julio de 2005), fue un perfil muy personal de ella.
Amy también apareció en el programa de televisión de la BBC de 2004 el burdel, y el documental del 2005 mascotas de las estrellas porno.(Pornostar pets.)